# Agapeta zoegana
Agapeta zoegana је врста ноћног лептира (мољца) из породице Tortricidae. Врста је позната као сумпорни мољац. Користи се као биолошко средство за сузбијање штеточина, посебно за сузбијање врста Centaurea maculosa и Centaurea diffusa.

## Распрострањење и станиште
Овај мољац је пореклом је пореклом из Евроазије. Уведен је у западне и западно-централне Сједињене Државе почевши од 1980-их.
У Србији се среће од низијских подручја до висина до 1500 метара надморске висине.

## Опис
Одрасла јединка је јарко жуте боје са смеђим деловима на крилима. Распон крила је 21-25 мм. Задња крила су тамносиве боје.
Лети ноћу, може се видети од маја до септембра. Одрасли живе неколико дана, а за то време женка полаже јаја на стабљике и листове. Ларва живи у корену и тиме биљци успорава раст.

## Синоними
- Phalaena zoegana Linnaeus, 1767
- Agapeta zoegana brunneocycla Razowski, 1961
- Tortrix ferrugana Haworth, [1811]
- Aethes zoegiana Billberg, 1820